# Сьєрра-де-Атапуерка
Сьєрра-де-Атапуерка (скороч. Атапуерка) — місце археологічних розкопок, проголошене Культурним об'єктом особливої цінності і Світовою спадщиною ЮНЕСКО, де виявленно унікальні палеонтологічні і археологічні знахідки — сліди неандертальців і кроманьйонців, а також помічені древні поселення людини в Європі. Знайдене в горах Атапуерка, поблизу міста Бургос (Іспанія).

## Основні знахідки

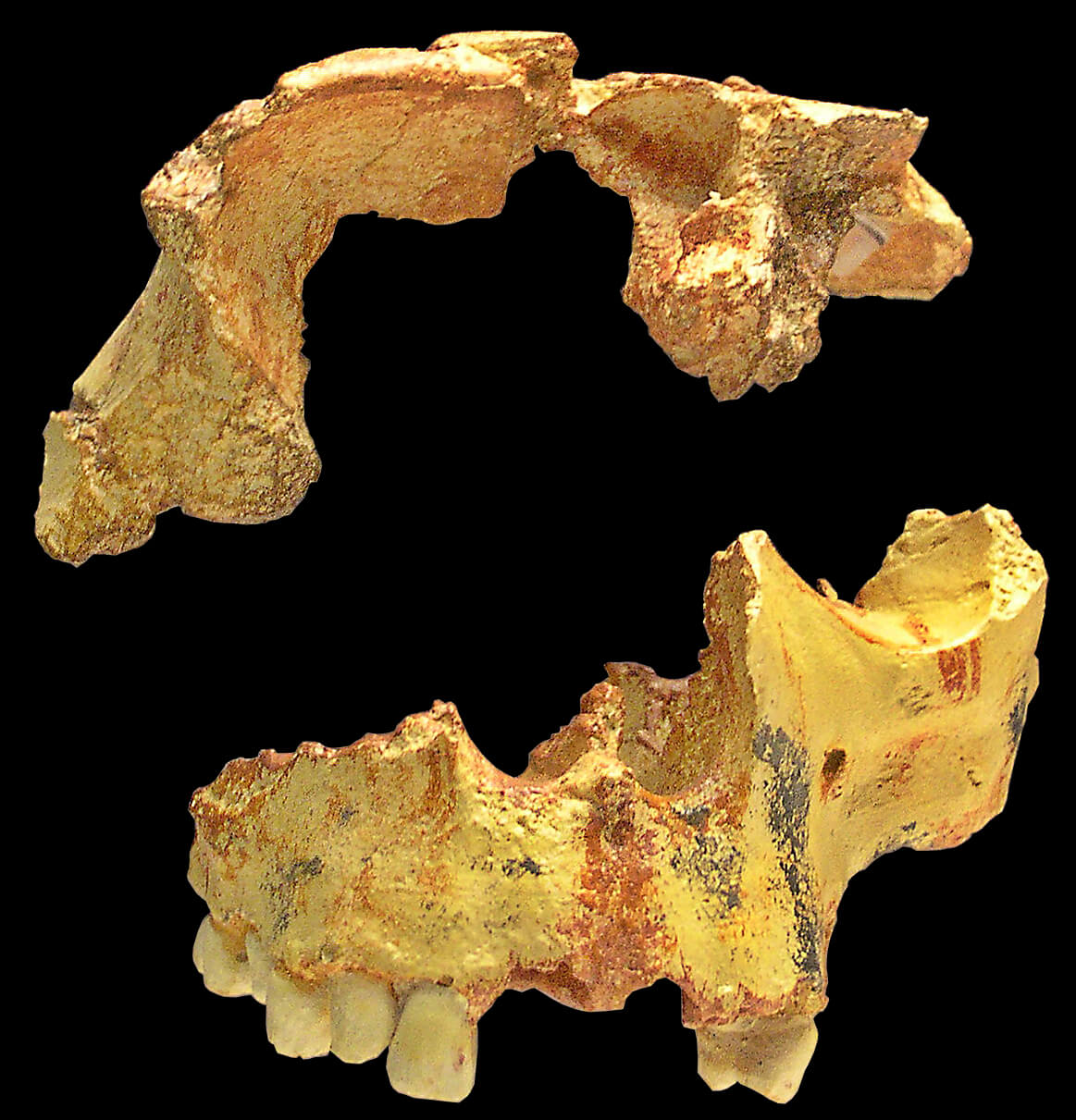
Череп Homo antecessor.

У другій половині ХІХ ст. було виявлено деякі знахідки, які вказували на археологічну значущість цього району. Але тільки в останній чверті ХХ ст. стали здійснюватися глибокі і систематичні дослідження, які довели — в Атапуерці археологи вийшли на найважливіші в Європі свідоцтва еволюції людського роду.
Найдавніші скам'янілості, віком понад мільйон років, знаходяться в печері Слона (Cueva del Elefante). Вони датуються періодом нижнього і середнього плейстоцену. Крім людських останків там знайшли багато скам'янілостей тварин: оленів, гіпопотамів, носорогів, вовків, рисей, ведмедів, лисиць, гризунів, черепах, бобрів.
Цей археологічний комплекс отримав статус Спадщини людства у 2000 році, а в 1997 р. — премію Принца Астурійського в галузі науки і техніки. Знахідки відрізняються гарною збереженістю. Кам'яні знаряддя належать до всіх етапів технологічної еволюції, від найпримітивніших до тих, що належать вже до бронзової доби. На території комплексу знайдено рештки печерного ведмедя, що отримав назву Ursus dolinensis, Однак найзначнішими можна вважати знахідки решток гомінідів: їх безліч і вони розподілені по шарах кількох розкопок. Серед них — кістки найдавнішої людини Європи Homo antecessor, а також Homo sapiens і Homo heidelbergensis.
Гомініди з печерного комплексу Сіма-де-лос-Уесос (ісп. Sima de los Huesos) отримали назву Сіма гомінін. У 2016 році було секвеновано ядерний геном двох представників Сіма гомінін, датованих 430 тис. років.
У Великій долині (Gran Dolina) знаходяться залишки віком 350 тисяч років. Можливо, тут була стоянка мисливців і збирачів. Тут же знаходяться і залишки Homo Antecessor, вік яких становить 800 тисяч років. Завдяки відкриттю Homo Antecessor стало відомо, що в процесі розвитку людина втратила третину своєї маси.
Сотні предметів кераміки епохи Бронзи були знайдені біля вхідних воріт. Збереглася й стародавня каменоломня, в якій видобували вапняк.
У руїнах Сьєрра-де-Атапуерки також знайдений цікавий розпис. Він зроблений на стіні, яка знаходиться навпроти вхідних воріт. Це зображення голови коня. Відкрив її Ісус Карбальо в 1910. Відтоді розпис став предметом гострої полеміки. Деякі бачать у зображенні ведмедя, інші коня. Киплять суперечки і з приводу датування. Загальноприйнятою вважається версія про те, що зображення було створено в епоху верхнього палеоліту.

## Історія
Відкриття належить ченцеві Мануелю Руїсу, що залишив в 1645 році свій автограф на стіні Великої печери.
У 1868 р. публікується докладний опис Великої печери, в якому вперше згадується та місцевість, що зараз називається Розщелиною кісток (Sima de los Huesos). Але головні знахідки, які зробили цю місцевість знаменитою, пов'язані з експлуатацією залізниці, яку збудували через гряду. У 1896 р. був виданий дозвіл на будівництво залізниці з С'єрра-де-ла-Деманда, де добувалися руда й вугілля, до Біскаї, де були переробні заводи. Компанія The Sierra Company Limited мала провести вузькоколійку, в тому числі, і вирубавши в скелях траншею. Траншея пройшла по карстових печерах, явивши світові безліч палеонтологічних решток. Роботи завершилися в 1901 р. Однак, дорога виявилася нерентабельною і в 1910 р. перестала функціонувати. У 1950 р. траншею, прорубану для вузькоколійки, експлуатували як кар'єр, що негативно позначилося на стані археологічного комплексу.

## Перші експедиції
- У 1964 р. професор Франсиско Хорда Серда розпочав перші розкопки. Вісім років по тому група спелеологів «Едельвейс» відкрила Галерею Кременя, де було виявлено сліди похоронних ритуалів і настінні розписи бронзової доби.
- У 1973 р. археологічні дослідження продовжилися і тривають донині.
- В 1997 р. було зроблено важливі відкриття, що дозволили описати новий вид гомініда — Homo antecessor.
- В наступні роки було виявлено свідчення того, що Homo heidelbergensis мав здібності до абстрагування, виробленню символіки і духовні устремління — було знайдено двостороннє ашельське рубило (біфас) із рожевого кварцу (пізніше його назвали Екскалібур), яке не мало слідів використання, але було покладене у поховання.
- Іншою сенсаційною знахідкою були непогано збережені слухові кісточки, стремінце і коваделко, що дозволили вченим зробити висновок, що і Homo antecessor, і гейдельберзька людина могли сприймати ту частоту, на якій ведеться спілкування за допомогою членороздільної мови.